# Clivo Argentário

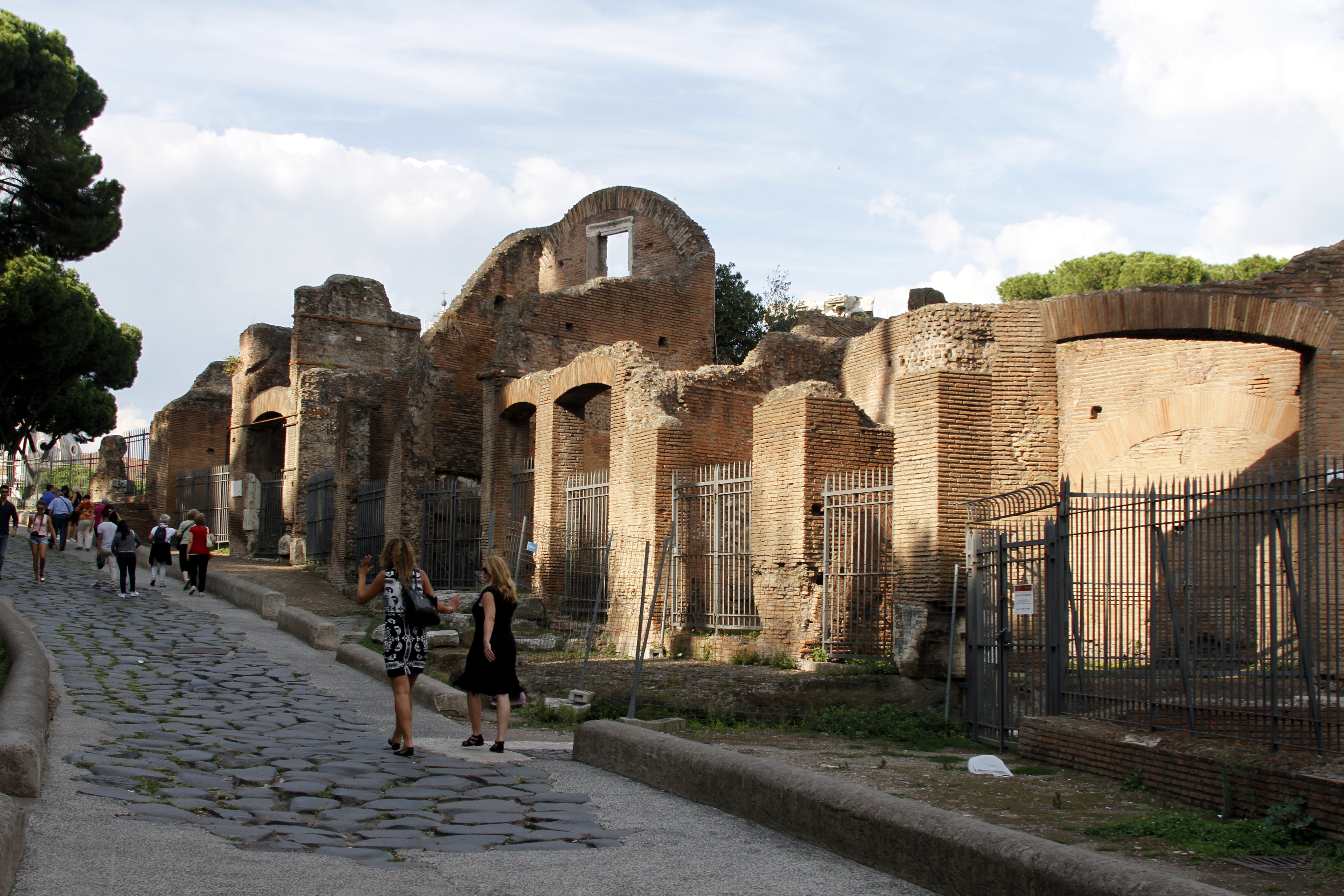
Clivo Argentário e as ruínas da Basílica Argentária.

Clivo ou Aclive Argentário (em latim: Clivus Argentarius) é uma via da antiga Roma que ligava o Fórum Romano ao Campo de Marte antes da construção dos fóruns imperiais e que hoje está no longo declive do monte Capitolino ao longo da lateral do Fórum de César. O nome "Clivo Argentário" é citado somente em fontes medievais, embora provavelmente já fosse usado desde o Império Romano, uma referência aos mercados dos argentários (mercadores de prata) na Basílica Argentária. Aparentemente esta via chamava-se Lautúmias (em latim: Lautumiae), durante a República Romana, uma referência às pedreiras homônimas.

## Características
Ainda hoje se conserva uma parte do pavimento original no trecho que parte do Tuliano e segue até a entrada do Museo centrale del Risorgimento, na lateral do Altar da Pátria. Neste local, há uma série de nicho de tijolos que provavelmente eram parte dos terraços que haviam nesta parte do monte. Nas imediações, em frente ao museu, são visíveis traços da antiga Muralha Serviana na forma de grandes blocos de tufo e, provavelmente, da Porta Fontinal.
O trecho que corre imediatamente ao lado do Fórum de César, de maior aclive, conserva, além do pavimento antigo, ruínas dos edifícios de tijolo que existiam ali: na parte de baixo, o segundo andar das tabernas que se abriam para o outro lado nos pórticos que rodeavam a praça do fórum, construídos reaproveitando materiais da época de Trajano, incluindo uma ampla latrina semicircular.

## Localização
| Planimetria do Capitólio antigo |
| --- |
| Area capitolina Arx Fórum Romano Fóruns imperiais Velabro Templo de Júpiter Capitolino Tabulário Templo de Juno Moneta Teatro de Marcelo Fórum Holitório Templo de Belona Templo de Júpiter Ferétrio Templo de Vejóvis Auguráculo Iseu Templo de Júpiter Guardião (?) Templo da Concórdia (?) Templo de Júpiter Conservador Cabana de Rômulo Altar Templo Tensário Templo de Júpiter Tonante Clivo Capitolino "Cem Passos" Porta Pandana Templo de Jano Templo de Juno Sóspita Templo de Esperança Templo de Augusto Asilo "Entre Dois Bosques" Vico Jugário Campo de Marte Pórtico dos Deuses Harmoniosos Templo de Vespasiano Templo da Concórdia Tuliano Clivo Argentário Templo de Vênus Ericina Templo de Mente (?) Templo de Fides (?) Templo de Ops (?) Arco de Cipíão Templo de Saturno Basílica Júlia |